# Амурська область
Аму́рська о́бласть, Аму́рщина (рос. Амурская область) — область на Далекому Сході Російської Федерації.
- Область межує з Якутією на півночі, Хабаровським краєм на сході, Китаєм на півдні й Забайкальським краєм на заході.
- Область було утворено 20 жовтня 1932.
- Площа 363 700 км².
- Населення 816 910 осіб (2013). Густота населення: 2.26 oc./км² (2013), міське населення становить 65,4 % (2012).
- Адміністративний центр — місто Благовєщенськ, є найстарішим російським населеним пунктом Далекого Сходу, було засноване у 1856 році.
- На території Амурської області знаходиться космодром Восточний.

Амурську область традиційно зараховують до Зеленого Клину у широкому значенні цього поняття.

## Природа
Територія Амурської області обмежена на заході Ольокминським Становиком, на півночі — Становим хребтом, на сході — хребтом Турана і на півдні — річкою Амур.
На південь від Станового хребта в межах Амурської області із заходу на схід простяглися хребти — Тукурінгра і Джагди. На південь від Станового хребта лежить Верхньозейська рівнина. На південному сході від Амура і Зеї — велика Зейсько-Бурейська рівнина.
Корисні копалини: золото, буре вугілля (Нижньозейський буровугільний басейн, Райчихінське родовище вугілля), торф, мармур, азбест, каолін тощо.
Клімат Амурської області різко континентальний. Амурська область перебуває під впливом далекосхідних мусонів. Пересічна температура січня від —24 до —32°; липня від +18 до +21°. Річна кількість опадів 300—600 мм, максимальна влітку. Зима малосніжна, з сильними морозами, ясними сонячними днями. Літо сонячне, тепле. Вегетаційний період близько 150 днів. На півночі Амурської області переважно острівна багаторічна мерзлота.
Головні річки — Амур і його притоки: Зея з Селемджею, Бурея (низов'я) та ін. Повінь на річках влітку.
Ґрунти переважно підзолисті, на Зейсько-Бурейській рівнині здебільшого чорноземоподібні; поширені дерново-лучні, підзолисто-болотні та болотні.

### Флораіфауна
Флора і фауна Амурської області дуже різноманітні за характером і видовим складом (стик Сибірської, Маньчжурської і Охотсько-Аянської біогеографічних провінцій). Ліси займають понад 40 % території, з них половина — хвойні. На південному заході — модрина даурська, ялина, сосна, смерека, кедровий ялівець; на південному сході мішані ліси — дуб, клен, ясен, липа, береза, ільм, амурська акація, коркове дерево амурське, маньчжурський горіх.
Тварини: вивірка лісова, вовк, борсук, видра річкова, росомаха, рись, ведмідь бурий, горностай, лось, сарна сибірська, ізюбр; з птахів — глухар, орябок, уссурійський тетерев, у горах тундрова куріпка.

## Історія
Як адміністративно-територіальна одиниця Російської імперії була утворена в грудні 1858 року. Її межі значною мірою відповідали межам сучасної Амурської області РФ, за винятком східної частини, що зараз складає територію Єврейської автономної області.
На початку область колонізувалася головно вихідцями із Сибіру, абсолютну більшість з яких становили росіяни. Відтак, з кінця 19 століття починається масова українська колонізація краю. Найбільше українських переселенців було з Полтавщини та Київщини, проте загалом були присутні уродженці усіх українських губерній Російської імперії, зокрема й Холмської.
Початком організованого українського національного життя на Амурщині можна вважати створення в Благовіщенську Українського клубу, який у 1911 році здобув офіційний дозвіл на свою діяльність. Значне піднесення української громадської активності на Амурщині мало місце після Лютневої революції 1917. Навесні 1917 створюються українські громади в містах Благовіщенську, Свободному, на станціях Рухлово (зараз — Сковородино, голова — Мусій Ситченко, заступник голови — Леонід Руденко, секретар — Василь Нагурний, скарбник — Опанас Заєць, член Ради — Логвин Демиденко), Гондатті (зараз — м. Шимановськ, голова — Кожевниченко), Ін (голова — Ярещенко), Бочкарьово (зараз — місто Білогорськ), Завита, селах Білоногове (голова — Капшук), Добрянка, Велика Сазанка (голова — Артем Костиря, секретар — Баранник), Кустанаївка (голова — П. Дудник, заступник голови — Ф. Федик, скарбник — М. Плюйко, писар — М. Сергійчук), Ключевське (голова — І. Хороль, заступник голови — І. Дяченко, скарбник — I. Носенко, писар — Н. Носенко), Нижнєбузулі (голова — Р. Рослик, заступник голови — Герасимчук, скарбник — Т. Святицький, писар — П. Никипорець, член Ради — П. Дидра), Чембари (голова — П. Дзюба), Верхнєполтавка, Костянтиноградівка, Черкасівка, хуторах Волковський, Грибський, Миколаївський. Крім перелічених громад, що мали сталу організацію, виборні органи, печатки, існувало ще багато місцевих громад з більш аморфною структурою.
У травні 1917 в Благовіщенську відбувся Амурський Український обласний з'їзд, на якому було обрано Амурську Обласну Українську Раду, що висунула свій список на виборах до Всеросійських Установчих зборів (1917). Влітку 1917 в Благовіщенську було засновано товариство «Просвіта». В 1918 на території Амурщини було створено дві Українські Окружні Ради — Благовіщенську та Свободненську. У Свободному та Благовіщенську діяли українські кооперативи «Хлібороб» та «Українець».
У 1920—1922 у Свободному існувало товариство «Просвіта». У травні 1917 в Благовіщенську почала виходити газета «Українська Амурська справа». У 1919 Свободненська Українська Окружна Рада зорганізувала своїми силами дві українські школи (у Свободному та селі Велика Сазанка), утой період на Амурщині закладається ціла мережа українських шкіл — у м. Свободному, на ст. Мухино, селах Велика Сазанка, Сохатине, Ольгинське, Чембари, Костянтиноградівка, Кустаха, хуторі Золотоношському).
30 листопада 1921 Благовіщенській Українській Окружній Раді було надано статус культурно-національної автономії, відповідно її голова — М. Левитський був призначений завобласного відділу з національних справ. Однак ця діяльність українських організацій зустрічає гостру протидію з боку місцевої влади (уряд есера Алексєєвського у 1918 році, комуністи — у 1920—1921), що виявлялося у забороні діяльності українських організацій, репресіях проти українських діячів та конфіскації майна українських кооператив. Остаточно діяльність українських організацій на Амурщині була заборонена наприкінці 1922 року, після встановлення там радянської влади, а їх активісти та провідники були заарештовані.
Сучасна Амурська область була утворена 1932 року, у 1932—1938 роках вона була у складі Далекосхіднього краю РРФСР, у 1938—1948 роках — у складі Хабаровського краю.
В період переведення політики українізації на Далекому Сході (1931—1932) Олександрівський та Завитинський райони Амурщини були перетворені на українські національні райони, а Іванівський, Мазановський та Тамбовський — оголошені районами часткової українізації, де мало бути забезпечено обслуговування українського населення рідною мовою. У Благовіщенському агропедінституті було відкрито українське відділення. Однак з початку 1933 року політику українізації було припинено, а всі українські освітньо-культурні установи ліквідовано.

## Влада
2 березня 2008 року відбулися вибори в Законодавчі збори Амурської області. Головою Зборів став секретар політради регіонального відділення «Єдиної Росії» Микола Швець. При явці 69,68 відсотка «Єдина Росія» набрала 62,43 %, КПРФ — 17,54 %, ЛДПР — 11,01 % голосів. Ці три партії, що пройшли до обласного парламенту, сформували там свої фракції.

## Населення
За даними перепису 2002 року населення Амурської області становило 902 тисячі осіб:
- Росіяни — 831 тис. 004 oc. (92,04 %)
- Українці — 31 тис. 475 oc. (3,49 %)
- Білоруси — 7 тис. 827 oc. (0,87 %)

За переписом 2010 року населення області становило 830,1 тисяч, у тому числі українців — 16 636 (2 %), росіян — 94,3 %, евенків — 1481 осіб.
За переписом 1989 в області мешкало 1057,8 тис. осіб. В тому числів українців — 70 759 (6,7 %), з яких 42 438 мешкали в місті та 28 321 — у селі. Рідною мовою у 1989 вважали українську — 44,6 % (41,5 % — в місті та 49,2 % — в селі), ще 14 % українців визнали, що вільно володіють українською мовою.
| національність | загальна чисельність | %    | сільське населення | %    |
| -------------- | -------------------- | ---- | ------------------ | ---- |
| українці       | 102816               | 24,0 | 94888              | 30,3 |
| росіяни        | 282774               | 66,0 | 188491             | 60,1 |
| білоруси       | 17079                | 4,0  |                    |      |
| китайці        | 11064                | 2,6  |                    |      |
| тубільці       | 3105                 | 0,7  |                    |      |
| інші           | 9337                 |      |                    |      |
| всі            | 428252               | 100  | 313445             | 100  |

### Особливості заселення
На першому етапі заселення області (1859-1882) серед переселенців переважали росіяни, головним чином, вихідці з Сибіру — 27588 осіб (77,3 % всіх переселенців). З європейської частини Російської імперії за перші 20 років колонізації сюди переселилося 8088 осіб, серед яких також переважали росіяни. Значну частину поміж них становили старообрядці та сектанти — молокани, духобори, штундисти, які до 1882 заснували близько 60 поселень. Амурщина заселювалася без державної допомоги, на власний кошт переселенців, які діставалися сюди суходолом, ідучи валками через увесь Сибір. Внаслідок цього дорога розтягувалася на декілька років і лише з побудовою наприкінці ХІХ ст. Транссибірської залізниці процес переселення прискорюється.
В наступний період (1883—1917) етнічний склад переселенців суттєво змінюється, серед них вже переважають українці, а наприкінці 1890-х починають переселятися і білоруси. Однак, починаючи з 1880-х, значення Амурської області як регіону колонізації зменшується, оскільки головна маса переселенців спрямовувалася до Приморщини. Ця тенденція зберігається і на початку 20 століття. За зазначений період, за даними В. Кабузана, до Амурщини прибуло 188 043 осіб, поміж яких вихідці з власне українських губерній становили 43,4 % (81 571 осіб). 22,4 % всіх переселенців (42 047 осіб) дала Полтавська губернія, Київська — 9741 (5,2 %), Харківська — 9167 (4,9 %), Чернігівська — 8033 (4,3 %), Подільська — 6327 (3,4 %), Катеринославська — 4053 (2,2 %), Херсонська — 1122 (0,6 %), Таврійська — 1074 (0,6 %), Холмська — 39, Волинська — 7. З мішаних українських земель в Європі до Амурщини переселилося 24 233 особи (12,9 %): Кубань — 6972 (3,7 %), Воронізька губернія — 5918 (3,1 %), Бесарабія — 5098 (2,7 %), Курська губернія — 3346 (1,8 %), Донщина — 2899 (1,5 %). Якщо вважати, що принаймні половину переселенців з цих регіонів складали українці, а це цілком імовірно, бо значну частину переселенців з цих губерній давали саме українські повіти, як наприклад, Острогозький та Новохоперський повіти Воронізької губернії, Таганрозька та Черкаська округи Області Війська Донського, Хотинський повіт Бесарабської губернії тощо, то частка українців серед переселенців до Амурщини ще підвищиться. Поміж вихідцями з різних областей Сибіру, Туркестану та Далекого Сходу (14 936 осіб, або 7,9 % переселенців) також була певна частина українців. Чисто ж російські губернії Європейської Росії дали лише 23 434 (12,5 %) переселенців. З білоруських губерній переселилося 12 875 (6,8 %) осіб, переселенців без зазначення місця виходу (головним чином — робітники з Сибіру, але також деякою мірою — українці) — 27 431 (14,6 %), з інших регіонів — 3563 (1,9 %).
Потік переселенців був спрямований в цей час головно в околиці заснованого в 1858 м. Благовіщенська та прилягаючої південно-західної частини Зейсько-Буреїнської рівнини по берегах річок Амуру, Зеї, нижній та середній течії річок Томі, Білої, Будунди, Гільчина, Діма та Завитої. Українці на Амурщині розселилися досить компактно, концентруючись переважно в хлібородних місцевостях Зейсько-Буреїнської рівнини. За даними обстеження Амурської експедиції, що були опубліковані 1909, констатувалося, що в 7 волостях Амурщини — Більській, Завитинській, Іванівській, Вознесенській, Красноярівській, Піщано-Озерській та Томській їх нараховувалося більш, ніж по 500 родин. А в усіх інших волостях, крім Тамбовської, де їх було менше 100 родин та Черняєво-Зейського підрайону (близько 150 родин), українців нараховувалося більше, ніж по 200 родин. Крім того, на терені Амурського козачого війська, землі якого були розташовані неширокою смугою вздовж Амуру, помітні групи українців були розселені в Миколаївській, Поярківській, Інокентіївській та Михайло-Семенівській округах. Це були як вихідці з власне українських наддніпрянських губерній (понад 500 родин), так і переселенці-козаки з Дону та Кубані (близько 500 родин).
Росіяни, які переважали серед селян-переселенців перших хвиль заселення та козаків, були зконцентровані головно в Тамбовській волості, де їх було близько 500 родин, Завитинській та Красноярівській (понад 350 родин в кожній) та Борисоглібській — понад 200 родин. В усіх інших волостях їх чисельність коливалася від 60 до 200 родин. Білоруси ж, будучи відсутніми в 4 центральних волостях, були сконцентровані, головним чином, в лісних районах по берегах річок в Амуро-Зейській (183 родини), Буреїнській (283), Завитинській (137), Красноярівській (275), Томській (50), Вознесенській (49) волостях та північних Кухтеринському (37 родин) і Черняєво-Зейському (30) підрайонах.

### Українці
Українці взяли активну участь у процесі формування сучасного населення Амурщини, що розпочався в другій половині 19 століття (з 1859), внаслідок чого на початку XX ст. в Амурській області мешкало досить чисельне, компактно розселене українське населення. Воно почало формуватися вже на першому етапі колонізації Амурщини. Перші українці (вихідці з Полтавщини) на ці терени 1861. Тут разом з росіянами з Сибіру вони заснували села Березівське, Богородське та Петропавловське. А вже 1863—1864 вихідцями з Полтавської губернії тут засновуються перші чисто українські села (у 1863 — Троїцьке, у 1864 — Середнєбільське та Новотроїцьке на річці Голубій).
За переписом 1917 року в Амурській області мешкало 147,4 тис. українців, що складали 43,2 % населення області. Однак за даними перепису 1923 в Амурській губернії мешкало лише 124 407 українців (Благовіщенський повіт — 78 997, Завитинський — 30 574, Свободненський — 14 830), що становили лише 33 % її східно-слов'янського населення, тоді як росіяни становили 63,7 % (240 387) та білоруси — 3,3 % (12 400), а також 4439 китайців, 3334 корейців, 2761 поляків, 1572 татарів та інші. Це пояснюється тим, що згідно з методикою переведення перепису, українці визначалися лише за місцем народження, тобто українцями записувалися лише особи, народжені в Україні, а їх нащадки, народжені на Амурщині, вважалися вже росіянами. Тому перепис засвідчив зниження частки українців у населенні Амурщини порівняно з часткою українців серед переселенців, які прибули до цього краю. Крім того, на даних перепису безсумнівно відбилися репресії, яких зазнав український рух на Зеленому Клині після встановлення там радянської влади (зокрема, наприклад Читинський процес), що призводило до свідомого приховування українцями своєї справжньої етнічної приналежності. Українці (122 101) та білоруси (12 076) були переважно розселені в сільській місцевості, тоді як в міських поселеннях Амурщини мешкало лише 3513 українців, що становило лише 3,6 % загального міського населення (у Благовіщенську — 2778 українців (4,8 % від 57 723 населення міста) та лише трохи більше 300 білорусів. Але росіян у сільській місцевості мешкало лише трохи більше половини загальної чисельності (63,4 %, або 152 321). Таким чином, в сільській місцевості чисельність українців та росіян була майже рівною — українці становили за офіційними даними 42,6 % сільського східнослов'янського населення, росіяни — 53,2 %, білоруси — 4,2 %.
Перепис 1926 виявив подальше зменшення чисельності українського населення на Амурщині за відсутності суттєвих міграційних зрушень (до 103 536 осіб, що складали вже лише 24 % населення), тоді як число білорусів збільшилося до 17 079 осіб, а росіян — до 257 218, що також можна вважати наслідком зазначених вище причин, в першу чергу — спотворень під час переведення перепису.
Найбільш щільно українці заселили на Амурщині родючу долину між річками Зея та Бурея. За даними того ж перепису 1926, в Амурській окрузі Далекосхіднього краю серед існуючих там на той час 1122 сіл, 586 мали переважно російське (або зросійщене) населення, 246 — українське, 55 — білоруське (головно -в лісових районах по верхів'ях річок в колишніх Амуро-Зейській, Буреїнській, Завитинській, Красноярівській волостях, або Мазанівському, Свободненському, Хінгано-Архаринському районах Амурської округи). Українці переважали в Олександрівському районі, де на 125 сіл було 78 українських, 42 російських, 2 білоруських та становили значну частину населення в прилеглих до нього на сході та півдні — Завитинському (з 115 сіл — 47 українських, 57 російських та 4 білоруських), Іванівському (з 93 сіл — 24 українських, 58 російських), Тамбовському (з 106 сіл — 27 українських, 59 російських), Хінгано-Архаринському (з 148 сіл — 11 українських) районах, на заході — Свободненському (з 129 сіл -17 українських), на півночі — Мазановському (з 78 сіл — 30 українських, 26 російських, 15 білоруських).
У 4 районах Зейської округи поміж 559 сел було 351 з переважно російським населенням, 12 — з українським та 13 — з білоруським. Крім того, у складі амурського козацтва, розселеного вздовж Амуру, також були українці, головно з числа переселенців з Кубані, які складали 12,8 % поміж амурських козаків, переважно в Миколаївській, Поярківській, Іннокентіївській та Михайло-Семенівській округах. Українці також складали значну частину службовців Амурської залізниці, що були розселені на залізничних станціях вздовж неї.
Розташування українського населення на терені сучасної Амурської области (за переписом 1926 р.)
| Райони                 | Населення | Українці | %    | Українці за іншими даними |
| Амурський округ        |           |          |      |                           |
| Завитинський           | 31782     | 20951    | 65,8 | 12637                     |
| Олександрівський       | 59963     | 37996    | 63,4 | 30326                     |
| Мазановський           | 15245     | 7562     | 49,8 | 5587                      |
| Іванівський            | 41581     | 17645    | 42,4 |                           |
| Тамбовський            | 52707     | 19729    | 37,6 | 16294                     |
| Михайлівський          | 23227     | 3364     | 14,5 | 4075                      |
| Хінгано-Архаринський   | 22856     | 2650     | 11,6 |                           |
| Свободненський         | 45335     | 4455     | 9,8  | 7065                      |
| Амуро-Зейський         | 21689     | 518      | 2,4  |                           |
| Селемджино-Буреїнський | 2270      | 21       | 0,9  |                           |
| Зейський округ         |           |          |      |                           |
| Зейський               | 12663     | 1845     | 14,5 |                           |
| Тигдинський            | 9783      | 406      | 4,1  |                           |
| Рухловський            | 16196     | 496      | 3,1  |                           |
| Могочинський           | 11750     | 290      | 2,5  |                           |

На період 1920-х українська мова на Амурщині найкраще збереглася в центральних районах — Олександрівському, Завитинському, Іванівському, хоча і тут вона значною мірою зазнала впливу російської в фонетиці, морфології та лексиці. Тому, як зазначав професор А. Георгієвський, навіть і в центральних районах Амурської округи з найбільш компактним українським населенням говорити про українські говірки в тому сенсі, як це прийнято в українській діалектології, було досить складно. Крім того, значного поширення серед місцевого українська населення вже на той час набирала українсько-російська двомовність. В інших, більш віддалених районах з переважаючим російським населенням стан українських говірок наближався до їх стану на Забайкальщині, де вже в 1920-х українці говорили скоріш російською, ніж українською мовою, коли побудова мови та лексика наближувалися до мови російських старожилів. Однак, в цій мові зберігався ряд українських фонетичних, морфологічних та лексичних відмінностей.
Не дивлячись на те, що протягом 1920-80-х відбувався постійний приплив українців з УРСР до Амурської області, як примусовий (втікачі від голодомору та репресій каральних органів, в'язні до таборів ГУЛАГу, молоді фахівці за призначенням після закінчення навчальних закладів, військові), так і добровільний (організоване переселення до сільської місцевості, законтрактовані робітники та спеціалісти для промисловості, молодь за комсомольськими путівками на будівництво Зейської та Бурейської ГЕС, БАМу тощо), внаслідок відсутності будь-яких умов для збереження національної ідентичності, це українське населення зазнавало безупинної асиміляції.
Сучасне українське населення Амурщини складають, головним чином, особи народжені в Україні, що прибули сюди за останні десятиліття. Після проголошення незалежності України, відбувався процес часткового повернення українців в Україну і відповідно — скорочення чисельності місцевого українського населення (більше ніж учетверо між переписами 1989 та 2010). Однак особи українського походження, які визнають себе росіянами, складають зараз значну частину сучасного населення Амурської області. На початку 1990-х у Завитинську було засноване Амурське товариство української мови.

## Адміністративний поділ
- Архарінський район
- Бєлогорський район
- Благовєщенський район
- Бурейський район
- Завітінський район
- Зейський район
- Івановський район
- Константіновський район
- Магдагачинський район
- Мазановський район
- Михайлівський район
- Октябрський район
- Ромненський район
- Свободненський район
- Селемджинський район
- Серишевський район
- Сковородінський район
- Тамбовський район
- Тиндинський район
- Шимановський район

## Губернатори
- 1991 — Альберт Кривченко
- 1993 — Олександр Сурат
- 1993 — Володимир Полєванов
- 1994 — Володимир Дяченко
- 1996 — Юрій Ляшко
- 1997 — Анатолій Бєлоногов
- 2001 — Леонід Коротков
- 2007 — Микола Колесов
- 2008 — Олег Кожем'яко
- 2015 — Олександр Козлов
- 2018 — Василь Орлов

## Населені пункти
В Амурській області 9 міст, 21 селище міського типу, 289 сільських адміністрацій, усього 608 сільських населених пунктів, з них 6 покинутих.